# Club Atlético Central Córdoba
O Club Atlético Central Córdoba, também conhecido como Central Córdoba de Santiago del Estero, é um clube esportivo argentino localizado em Santiago del Estero, cidade e capital do departamento de Capital, na província de Santiago del Estero. O clube foi fundado em 3 de junho de 1919 e ostenta as cores preto e branco.
Sua principal atividade esportiva é o futebol. O clube disputa atualmente a Liga Profissional de Futebol (LPF), divisão de elite do Campeonato Argentino de Futebol.
O clube manda seus jogos no estádio Alfredo Terrera, do qual é proprietário, e cuja inauguração ocorreu em 21 de outubro de 1946. A praça esportiva, também localizada em Santiago del Estero, conta com capacidade para aproximadamente 21 500 espectadores.

## História
O clube foi fundado em 3 de junho de 1919 por um grupo de funcionários da Ferrocarril Central Córdoba, que unia a região de Santiago del Estero com a cidade de Córdoba.
Jogou 2 vezes na Primeira Divisão, em 1967 (onde chegou a vencer o Boca Juniors dentro de La Bombonera por 2–1) e 1971. Por ter ficado quatro anos na primeira divisão e ganhou a alcunha de El Primer Grande Del Interior. É, até hoje, uma das poucas equipes que disputaram todas as competições de futebol da Argentina, seja em âmbito regional ou nacional.
Depois de 1971, o Central Córdoba demorou 48 anos para voltar à elite do futebol argentino, de onde não saiu mais.
Em 2024, o clube fez uma campanha memorável na Copa Argentina, eliminando clubes importantes como o Estudiantes, Newell’s Old Boys e Huracán, chegando na final contra o Vélez e sendo campeão ao vencer na decisão por 1–0. Com o título, o clube habilitou-se para disputar a Copa Libertadores da América pela primeira vez.
Em sua primeira participação na Copa Libertadores da América, na edição de 2025, obteve sua primeira vitória ao vencer o Flamengo por 2–1, no estádio do Maracanã. A equipe também teve um feito histórico de ser a primeira equipe argentina a vencer a equipe rubro-negra no Maracanã. A imprensa argentina destacou a vitória como "Maracanazo".

## Estádio
| Nome oficial | Alfredo Terrera     |
| Localidade   | Santiago del Estero |
| Departamento | Capital             |
| Província    | Santiago del Estero |
| Inauguração  | 1946                |
| Capacidade   | 21 500              |

## Cronologia no futebol argentino
| Tipo de afiliação      | Indireta                                                                 |
| Liga de origem         | Liga Santiagueña de Fútbol                                               |
| Torneios não regulares |                                                                          |
| Temporada              | 1959                                                                     |
| Torneio                | Campeonato de Campeones de la República Argentina – I Divisão (Interior) |
| Organizador            | Conselho Federal do Futebol Argentino                                    |
| Torneios Regulares     |                                                                          |
| Temporada              | 1986–87                                                                  |
| Campeonato             | Primeira Nacional B – II Divisão                                         |
| Organizador            | Associação do Futebol Argentino                                          |

## Uniforme
- Uniforme titular: camisa preta com listras verticais brancas, calção preto e meias brancas
- Uniforme reserva: camisa branca com finasl listras verticais em preto, calção branco e meias brancas
- Terceiro uniforme: camisa marrom, calção marrom e meias pretas

## Títulos
| Nacionais | Nacionais                         | Nacionais | Nacionais                   |
|           | Competição                        | Títulos   | Temporadas                  |
| --------- | --------------------------------- | --------- | --------------------------- |
|           | Copa da Argentina                 | 1         | 2024                        |
|           | Campeonato Argentino - 3° Divisão | 1         | Torneo del Interior 1985–86 |
|           | Campeonato Argentino - 4° Divisão | 1         | Torneo Argentino B 1997–98  |